# Abe Fortas
Pour les articles homonymes, voir Fortas.
Abraham « Abe » Fortas (né le 19 juin 1910 à Memphis – mort le 5 avril 1982 à Washington) a été membre de la Cour suprême des États-Unis. Il y est nommé le 4 octobre 1965 par le président Johnson, confirmé par le Sénat et a maintenu une relation de travail étroite avec le Président. Mais il est contraint à la démission le 14 mai 1969 pour avoir accepté de recevoir une pension annuelle à vie de 20 000 dollars de la part d'un de ses anciens clients.

## Jeunesse
Fortas est né à Memphis, dans le Tennessee. Il est le cadet d'une famille de cinq enfants. Son père, natif d'Angleterre, est judaïste orthodoxe et travaille en tant qu'ébéniste. Abe Fortas acquiert grâce à son père qui l'encourage à jouer du  violon un amour pour la musique qui durera tout au long de sa vie ; il était connu à Memphis en tant que Fiddlin' Abe Fortas.
Il fréquente les écoles publiques de  Memphis, et obtient un diplôme de South Side High School en 1926.  Par la suite il fréquente Southwestern à Memphis (maintenant connu sous le nom de  Rhodes College), obtenant son diplôme en 1930.
Fortas quitte Memphis pour s'inscrire à l'École de droit de Yale. Il est second de sa promotion en 1933 (derrière un autre habitant de Memphis, Luke Finlay) et rédacteur en chef du Yale Law Journal. Un de ses professeurs, William O. Douglas, est impressionné par Fortas et prend les dispositions nécessaires afin qu'il reste à Yale pour devenir son assistant.
Par la suite, Douglas quitta brièvement Yale pour diriger la Securities and Exchange Commission (SEC) à Washington.
En 1935, Fortas se marie avec Carolyn E. Agger, qui fut une brillante avocate spécialisée dans les questions fiscales et qui est décédée en 1996 à 87 ans (ils n'eurent aucun enfant).